# Universidad para Extranjeros de Siena
La Universidad para Extranjeros de Siena (en italiano: Università per Stranieri di Siena) es una universidad pública para extranjeros residentes en Italia cuya sede se encuentra en a las afueras de Siena, frente a la estación ferroviaria. Originariamente pertenecía a la Universidad de Siena y es una de las dos universidades para extranjeros junto a la Universidad para Extranjeros de Perugia. 
La universidad para extranjeros sólo tiene una facultad para la lengua italiana y de literatura así como un departamento de humanidades. La rectora de la universidad es la docente monica barni.